# Cerkiew Wniebowstąpienia Pańskiego w Rossonach
Cerkiew pod wezwaniem Wniebowstąpienia Pańskiego – prawosławna cerkiew parafialna w Rossonach, w dekanacie rossońskim eparchii połockiej i głębockiej Egzarchatu Białoruskiego Patriarchatu Moskiewskiego.

## Historia
Cerkiew wzniesiono w 1879 r., na miejscu poprzedniej, drewnianej (z 1836 r.). W okresie radzieckim świątynia była zamknięta; przywrócenie do użytku liturgicznego – po dokonaniu niezbędnego remontu, z udziałem m.in. pracowników przedsiębiorstwa Naftan – nastąpiło w 1992 r.

## Architektura
Obiekt jest budowlą kamienno-ceglaną, orientowaną, w stylu bizantyjsko-rosyjskim. Wejście prowadzi przez portal na dwóch kolumnach. Od frontu znajduje się zwieńczona zdobioną cebulastą kopułą wieża-dzwonnica, z bocznymi przybudówkami. Część nawową pokrywa blaszany dach namiotowy, na którym znajduje się pięć cebulastych kopuł – położona centralnie (złocona) i cztery narożne (w kolorze niebieskim) – osadzonych na ośmiobocznych bębnach w kolorze brązowym. Do prezbiterium, mającego formę zamkniętej prostokątnie apsydy, przylegają dwie zakrystie. Okna cerkwi mają kształt półkolisty i są zdobione ceglanymi obramowaniami.
Wewnątrz mieści się trójrzędowy ikonostas.